# 鳥見町 (名古屋市)
鳥見町（とりみちょう）は、愛知県名古屋市西区の地名。現行行政地名は鳥見町1丁目から鳥見町4丁目。住居表示未実施。

## 地理
名古屋市西区中央部に位置する。東は庄内通、西は笹塚町、南は笠取町、北は大金町に接する。名古屋高速6号清須線の開通により付近に鳥見町出入口ができ、様変わりしている。

## 歴史

### 町名の由来
名塚町字鳥見塚に由来する。

### 沿革
- 1939年（昭和14年）2月10日 - 西区名塚町の一部により、同区鳥見町として成立[1]。
- 1959年（昭和34年）9月1日 - 西区新福寺町の一部を編入する[1]。

## 世帯数と人口
2019年（平成31年）2月1日現在の世帯数と人口は以下の通りである。
| 町丁   | 世帯数    | 人口    |
| ------ | --------- | ------- |
| 鳥見町 | 1,115世帯 | 2,275人 |

## 学区
市立小・中学校に通う場合、学校等は以下の通りとなる。また、公立高等学校に通う場合の学区は以下の通りとなる。
| 番・番地等 | 小学校               | 中学校               | 高等学校 |
| ---------- | -------------------- | -------------------- | -------- |
| 全域       | 名古屋市立庄内小学校 | 名古屋市立名塚中学校 | 尾張学区 |

## 施設
- 真宗大谷派庄内山正圓寺
- 日本メナード化粧品総合研究所
- パークシティ鳥見
- 庄内コミュニティセンター
- 名古屋銀行浄心支店庄内出張所
- 鳥見公園

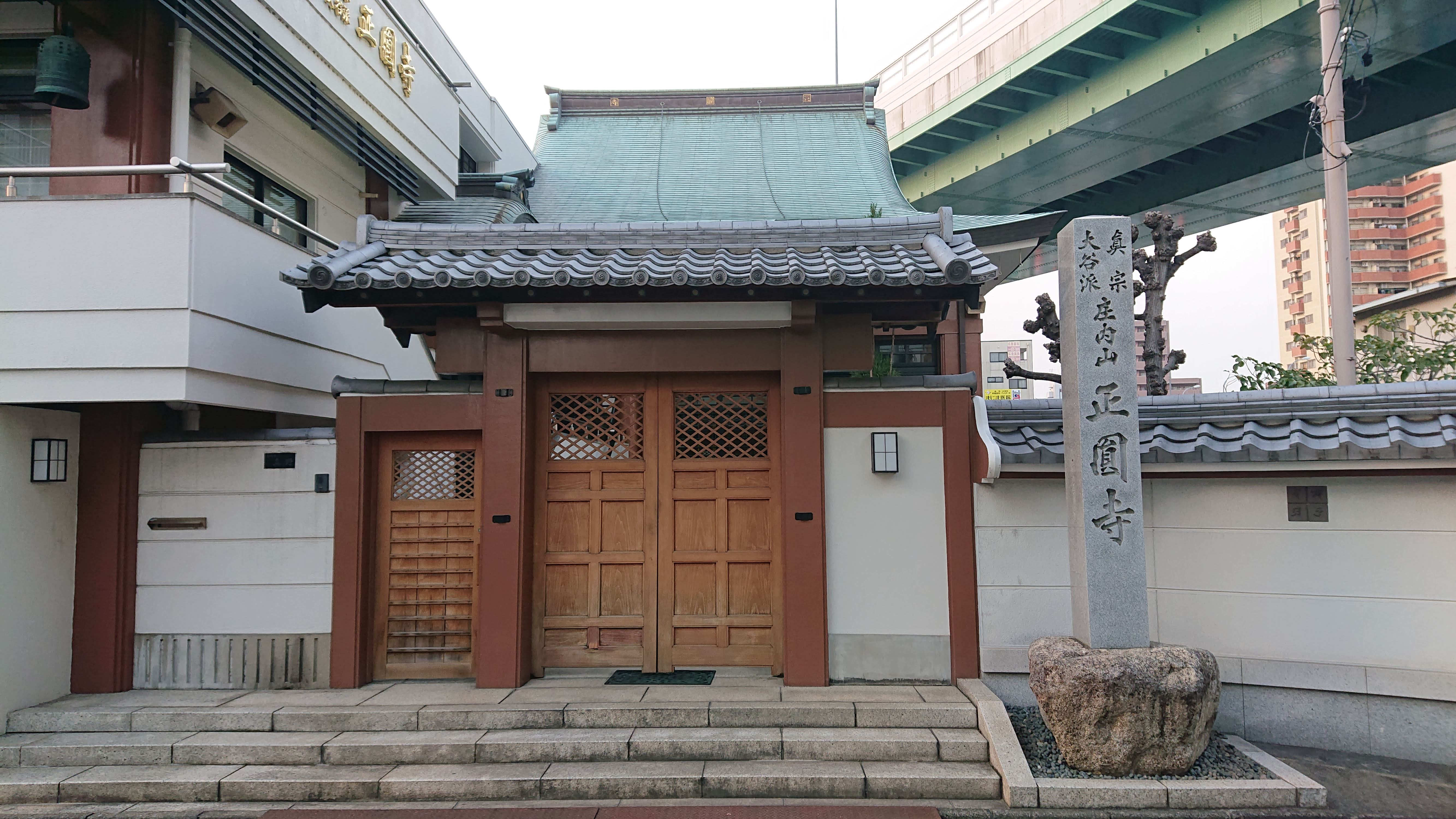
正圓寺
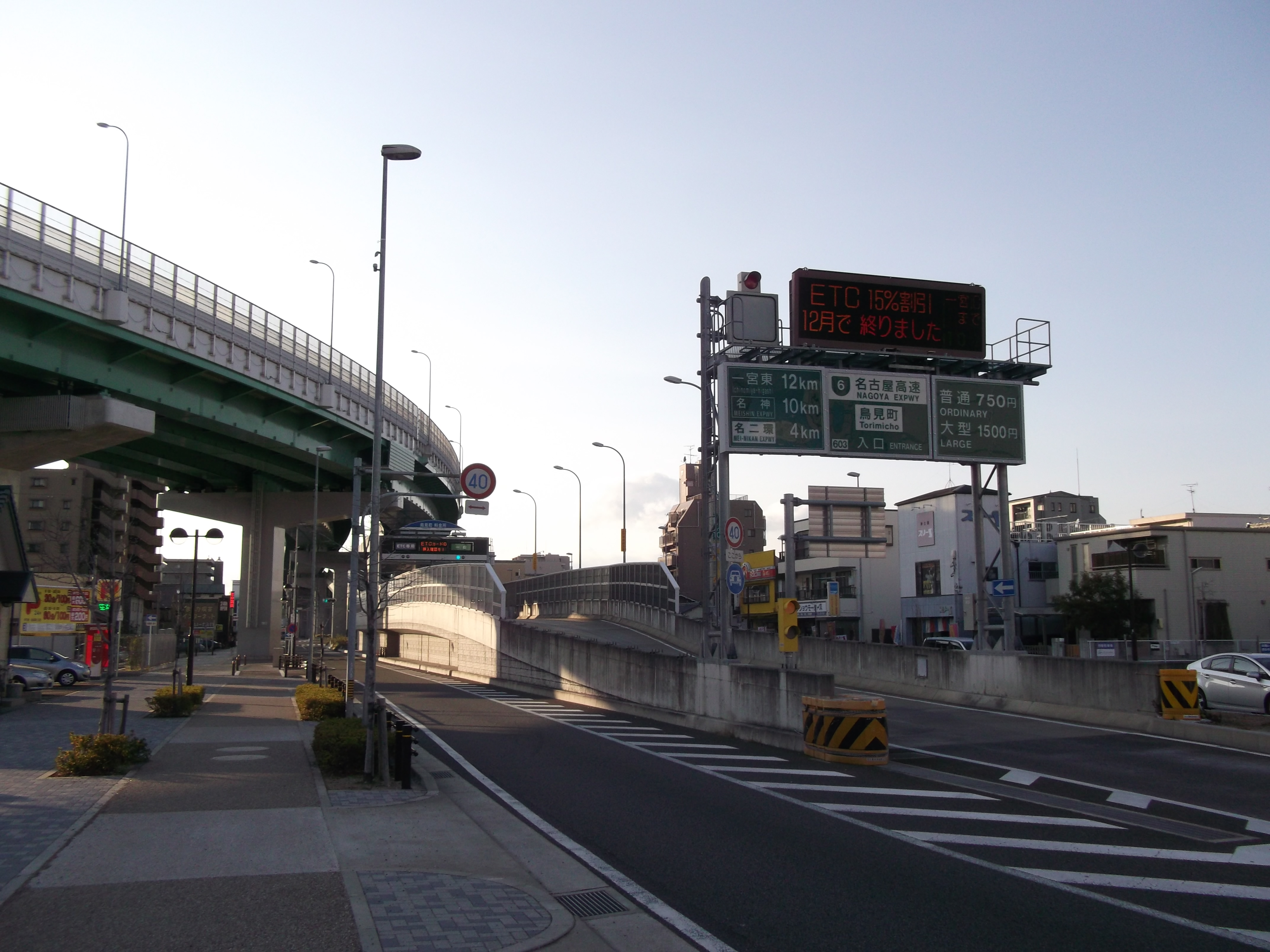
名古屋高速6号清須線鳥見町出入口

- 正圓寺
- 鳥見町出入口

## その他

### 日本郵便
- 郵便番号 : 451-0071[4]（集配局：名古屋西郵便局[11]）。